# Mark Henry
Mark Jerrold Henry (n. 12 iunie 1971, Silsbee, Texas) este un wrestler american care în prezent lucrează în WWE ca producător. 
În 2002 a câștigat concursul Arnold Classic Strongman, unde a fost numit „cel mai puternic om din lume”. În anul 1999 Mark a câștigat prima sa centură din carieră, preluând titlul european de la Jeff Jarrett, pe care l-a cedat însă pe 26 septembrie 1999 în fața lui D-Lo Brown.
Deține următoarele titluri în WWE:
- Titlul European
- Titlul ECW
- Titlul Mondial la categoria grea